# Dendropanax hainanensis
Dendropanax hainanensis là một loài thực vật có hoa trong Họ Cuồng cuồng. Loài này được (Merr. & Chun) Chun mô tả khoa học đầu tiên năm 1940.